# Roncus ivanjicae
Roncus ivanjicae är en spindeldjursart som beskrevs av Bozidar P.M. Curcic och S. B. Curcic 1995. Roncus ivanjicae ingår i släktet Roncus och familjen helplåtklokrypare. Inga underarter finns listade i Catalogue of Life.